# Chlornaphazine
La chlornaphazine est un composé organique de la famille des moutardes azotées dérivé de la 2-naphtylamine. Elle fut développée dans les années 1950 pour le traitement de la polyglobulie et le lymphome de Hodgkin. Elle fut cependant retirée du marché du fait de la forte incidence du cancer de la vessie chez les patients traités avec cette molécule.
Le Centre international de recherche sur le cancer l'a classé parmi les cancérogènes pour l'homme.